# Bóné András
Bóné András (1655 k. – 1707, Nagyvárad) végvári vitéz, II. Rákóczi Ferenc ezereskapitánya.

## Élete
Bóné András részt vett Thököly Imre harcaiban, majd a törökök kiűzéséért folyó háborúkban. Az 1690-es évek elején Bihardiószegen telepedett le. 1703 májusában Rákóczi fejedelmet a határon váró bihari jobbágyok vezetője volt, majd hazatérve hozzálátott a felkelők szervezéséhez. Rákóczi tiszai átkelésének hírére 1703. július 19-én Bóné András és Gödény Pál, csapataikkal megrohanták a diószegi császári katonaságot, amiért a német zsoldban álló bihari rácok Váradolaszinál és Pocsajnál elégtételt vettek rajtuk. Bercsényi Miklós váradolaszi győzelmét követően Bélfenyérnél, Belényesnél (1704), majd Szentandrásnál (1705) győzelmeskedett lovasezredével a rácokon. Közben 1703 őszén részt vett az erdélyi hadjáratban, Bonchidánál Orosz Pállal győzelmet aratott a császári csapatokon, és az addig császárbarát székelyek nagy részét megnyerte Rákóczi ügyének. Rákóczi a Bihar vármegyei Örvénd és Vértes falvakkal jutalmazta hadi szolgálatait.

## Külső hivatkozás
- Partiumi Füzetek I.